# Le Mauvais Œil
Pour les articles homonymes, voir Le Mauvais Œil (homonymie).
Pour plus de détails, voir Fiche technique et Distribution.
Le Mauvais Œil (Het kwade oog) est un film de fiction belge en noir et blanc de Charles Dekeukeleire montré en 1937.  Drame paysan scénarisé par Herman Teirlinck d’après sa pièce De vertraagde film (1922), tourné dans les environs d’Audenarde (Ardennes flamandes) avec des acteurs non professionnels.

## Synopsis
Un vagabond éveille la panique dans un village. Les paysans voient en lui le "mauvais œil" qui met le feu aux moulins, ensorcèle les étables et maudit les moissons. Tout le monde le maudit et le fuit en se signant, il est devenu la bête noire du village entier. À la demande de ses paroissiens, le curé organise une procession pour exorciser champs et bétail. Mais l'homme rode toujours, particulièrement autour du moulin où il tente de s'approcher de la meunière. Le meunier finit par attraper le vagabond qui lui raconte son histoire. Jadis il a rencontré le grand amour avec une jolie paysanne. Un enfant naquit de cette union qui est aussitôt égorgé par le couple illégitime. Conscients de leur crime et bourrelé de remords, les jeunes gens décident de se suicider. Liés l'un à l'autre ils se jettent à l'eau. Mais un dernier sursaut d'instinct de conservation pousse le jeune homme à se cramponner au gazon de la berge et ils sont sauvés tous les deux. Épouvantée, la jeune fille repousse son amant et s'enfuit. Des années ont passé et lui erre toujours à la recherche de son amour perdu. Il l'a enfin retrouvé : c'est l'heureuse épouse du meunier et elle l'a reconnu...
Saisi de pitié pour ce malheureux qui expie son crime depuis tant d'années, le meunier le ramène chez lui. Là, le vagabond se retrouve en face de son ancien amour. La meunière est entourée de ses enfants. Elle regarde longuement le vagabond qui a enfin trouvé la paix. Il tombe à genoux et meurt.

## Fiche technique
- Titre : Le Mauvais Œil
- Titre original : Het kwade oog
- Réalisation : Charles Dekeukeleire
- Scénario : Herman Teirlinck d'après sa pièce de théâtre
- Musique : Marcel Poot
- Photographie : François Rents
- Montage : Charles Dekeukeleire
- Production : Charles Dekeukeleire
- Société de production : Produkt Karel Dekeukeleire
- Pays :  Belgique
- Genre : Drame
- Durée : 74 minutes
- Dates de sortie : 
  -  Belgique : 1937